# Balad (Iraq)
Balad (árabe: بلد), también transliterado Beled o Belad, es una ciudad en la gobernación de Saladino, Irak, 80 kilómetros (50 millas) al norte de la capital nacional, Bagdad. Es la capital del distrito de Balad. Situado en el volátil Triángulo Suní de Irak, entre las ciudades de Al Dhuluiya, Yathrib e Ishaqi, los habitantes de Balad pertenecen a agricultores que trabajan principalmente en granjas de uvas y dátiles, y como productores de cítricos.
En los últimos meses de 2014 la ciudad fue asediada por las fuerzas del Estado Islámico de Irak y Levante, que fue repelida por los ciudadanos chiitas de la ciudad y el ejército iraquí.